# Végegyháza
Végegyháza è un comune dell'Ungheria di 1 606 abitanti (dati 2001) . È situato nella contea di Békés.